# Joaquín Vidal Munárriz
Joaquín Vidal Munárriz (Pamplona, 1882 - Bilbao, 4 de agosto de 1939) militar español que luchó en la guerra civil española a favor de la II República. Se destacó por sus acciones militares en Vizcaya.

## Biografía
Militar profesional, hijo y hermano de militares (su padre fue Joaquín Vidal Cristóval, capitán de Infantería  y su hermano Enrique Vidal Munárriz, general de División y gobernador militar del País Vasco); pertenecía al arma de infantería, en la que alcanzó el grado de coronel.-

### Guerra civil española
En julio de 1936 era teniente coronel, jefe del batallón de montaña «Garellano» n.º 6 de guarnición en Bilbao. Tras el estallido de la guerra civil se mantuvo fiel a la República. El 20 de julio dirige una columna que sale de Bilbao hacia Vitoria, pero un bombardeo aéreo el 22 la desorganiza, permaneciendo a la defensiva frente a Villarreal. El 1 de octubre de 1936 es ascendido a coronel. Inicialmente no participó en el ataque sobre Villarreal de Álava, aunque sustituiría al teniente coronel Juan Cueto Ibáñez hacia el 10 de diciembre de 1936, en los últimos compases de la batalla.
A principios de 1937 está al mando del Frente de Guipúzcoa (sectores de Lequeitio, Marquina, Éibar, Elgueta y Elorrio). Cuando a finales de marzo se modifican las denominaciones de las unidades, pasa a mandar la 2.ª División vasca, con la cual participa en la campaña de Vizcaya, teniendo una destacada actuación. A mediados de junio de 1937, tras la caída de Bilbao el 19 de junio, es sustituido por Nino Nanetti, pasando Vidal a mandar los servicios de retaguardia y de transporte. Antes de terminar el mes de junio es nombrado jefe del I Cuerpo de Ejército de Euzkadi, ya en tierras cántabras, en el que permanecerá hasta finales de julio, siendo sustituido por Adolfo Prada Vaquero. Durante la ofensiva sobre Santander ocupará cargos como la defensa de costas y la defensa de la ciudad de Santander.

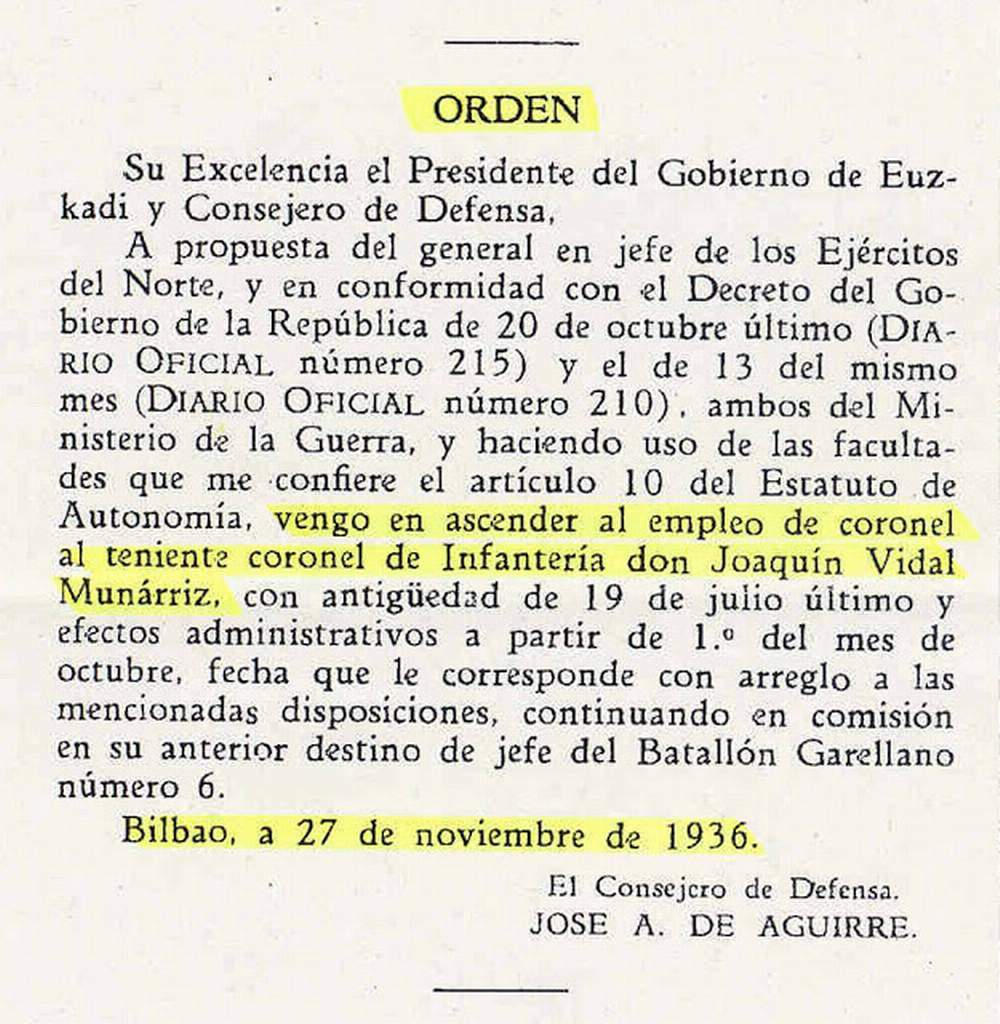
Recorte del Diario Oficial del País Vasco, por el que se nombra Coronel al Tte. Coronel don Joaquín Vidal Munárriz (27 de noviembre de 1936).

El 15 de noviembre de 1937, ya en la zona centro, es nombrado jefe del XIX Cuerpo de Ejército en Levante,- no participando en la batalla de Teruel por quedar defendiendo la comarca al oeste de la ciudad. El Estado Mayor del XIX Cuerpo de Ejército se hallaba en Torrebaja. En dicho puesto estará hasta el final de la guerra, sin acción digna de mención. El 26 de junio de 1938 se le otorgaría la Medalla del Valor. En marzo de 1939, ya al final de la guerra, apoyará la sublevación del Coronel Casado.

### Posguerra
Tras la Guerra Civil fue juzgado por «traición» y condenado, el fiscal pidió «pena de muerte previa degradación». Su hermano, el coronel Enrique Vidal Munárriz, que había sido compañero de promoción de Francisco Franco, intento salvar su vida, sin conseguirlo, pues fue fusilado en Bilbao el 4 de agosto de 1939.-

## Obra literaria
Siendo profesor de la Academia de Infantería escribió y publicó varias obras:
- Memorias: Una visita a un cuartel francés (ca)1907), La instrucción en el ejército francés (ca.1907) y Memoria de la marcha efectuada a Ceuta por la compañía del regimiento Infantería Vad-Rás, número 50, que manda el capitán don Joaquín Vidal Munárriz (1917).
- Traducción: Los dos sitios de Puerto Arturo: obra de Georges Boulfray traducida por el teniente de Infantería, profesor de la Academia del Arma, D. Joaquín Vidal Munárriz (1908).
- Libro: Últimas glorias de la Marina española (1910), obra premiada con la Cruz de primera clase del Mérito Naval con distintivo blanco.

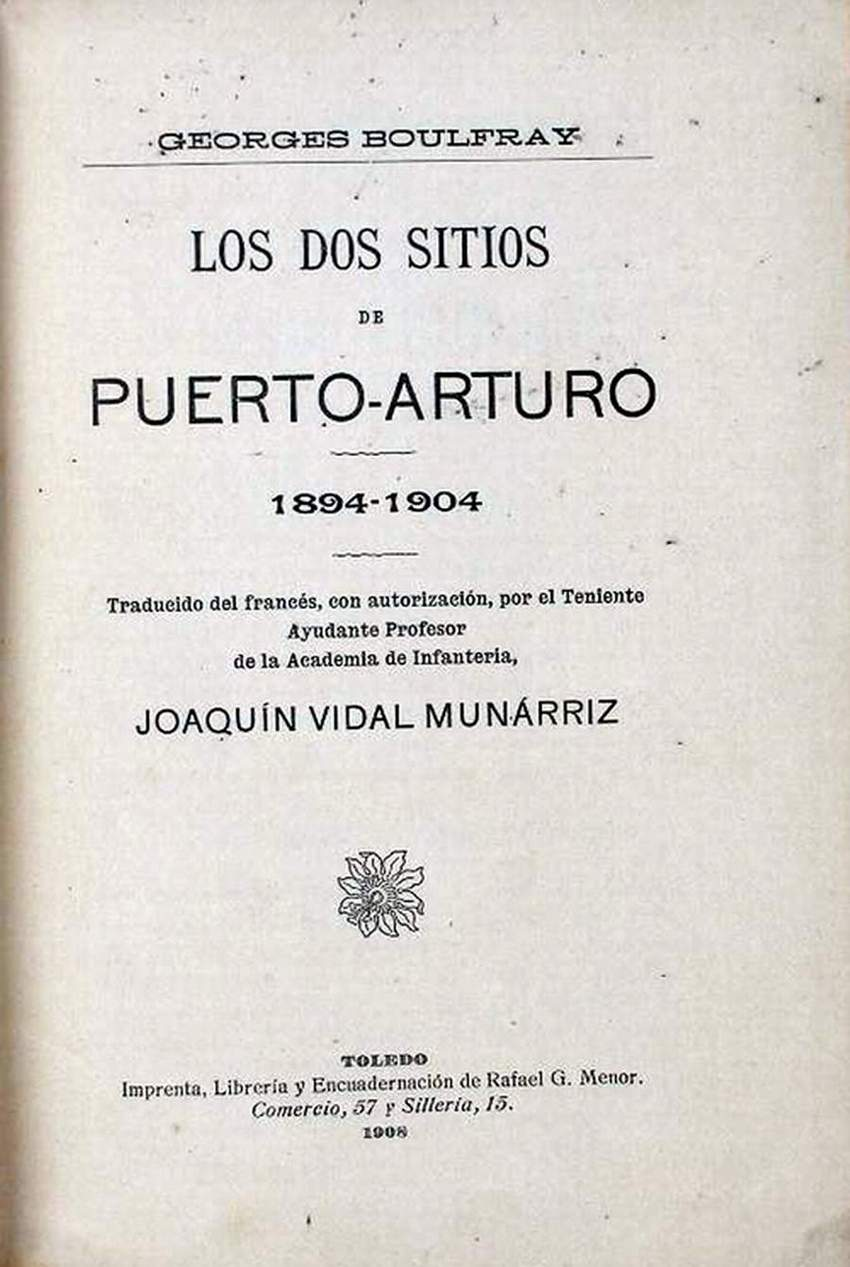
Portada de Los dos sitios de Puerto Arturo, obra de Georges Boulfray, traducida del francés por el teniente de Infantería, profesor de la Academia del Arma, D. Joaquín Vidal Munárriz (1908)